# Eusparassus xerxes
Eusparassus xerxes is een spinnensoort uit de familie van de jachtkrabspinnen (Sparassidae).
De wetenschappelijke naam van de soort werd in 1901 als Sparassus xerxes gepubliceerd door Reginald Innes Pocock.